# Igeltjärnen (Ströms socken, Jämtland, 708227-148529)
Igeltjärnen är en sjö i Strömsunds kommun i Jämtland och ingår i Ångermanälvens huvudavrinningsområde.